# Pastoforij
Pastoforij(a) (sgrč.  παστοφόριον - pastophórion, mn. παστοφόρια - pastophória, od pastás ≃ "trijem; ložnica" i phoreĩn ≃ "nositi") je arhitektonski dio crkvene građevine.
Razvio se iz sakrarija. 
U starom kršćanstvu pastoforijem se nazivalo bočne brodove bazilike. Prvo su se pojavili na Istoku u Siriji. Na istoku su ostali i do danas, a odatle su se proširili na Zapad. Izgledali su poput mornarskih spavaonica na antičkim brodovima koje su se nalazile bočno. Vremenom pastoforijem se ne naziva bočni brod, nego prizidane dvije prostorije (sjeverna - prothesis, južna - dijakonikon) na završetcima bočnih brodova sa svake strane apside. Ta promjena zabilježena je na kraju 4. stoljeća kad ih tako definiraju apostolske konstitucije.
Pastoforiji su bili namijenjeni za čuvanje liturgijskog posuđa i posvećenog kruha. Simbolika im je bila "zaručnikove (Kristove) ložnice".
Od 10. stoljeća na Zapadu ulogu pastoforija preuzima sakristija.